# Europäische Stammtafeln
Gli Europäische Stammtafeln (traducibile dal tedesco in Alberi genealogici europei) sono una serie di ventinove libri che contengono le tavole genealogiche delle famiglie più influenti della storia europea medievale. È un'opera di riferimento standard per coloro che fanno ricerche sulle famiglie medievali, imperiali, reali e nobili d'Europa.
I riferimenti a questo lavoro sono di solito relativi alla terza serie. Una quarta serie, chiamata Neue Folge, è stata curata dal reverendo Detlev Schwennicke, unico autore a partire dal volume 17; essa è attualmente pubblicata a Francoforte sul Meno dall'editore Vittorio Klostermann. Sono disponibili ventinove volumi. Detlev Schwennicke è deceduto il 24 dicembre 2012.

## Storia
I precedenti sedici volumi della terza serie dell'Europäische Stammtafeln (editi da Detlev Schwennicke) erano un'opera derivata che si basava sui contributi di:
- la prima serie a cura di Wilhelm Karl, principe zu Isenburg (1903-1956). Pubblicò il primo volume nel 1935 e il secondo prima dell'inizio della seconda guerra mondiale. Dopo la guerra furono elaborati piani e schemi per ulteriori volumi ma, a causa delle sue malattie, non li completò.
- la seconda serie, a cura del barone Frank Freytag von Loringhoven (1910-1977), fu una revisione e una continuazione dell'opera di Isenburg. Il primo volume fu pubblicato nel 1953 e altri tre volumi seguirono prima della sua morte, avvenuta nel 1977.
- un sesto volume (un'edizione modificata del primo volume di Loringhoven) fu pubblicato nel 1978 come primo volume di Schwennicke.

Tra il 1978 e il 1995 Schwennicke curò altri nove volumi completando la terza serie di 16 volumi. Una citazione completa alla terza serie è:
- Schwennicke, Detlev (1978–1995), Europäische Stammtafeln: Stammtafeln zur Geschichte der Europäischen Staaten, Neue Folge (traducibile in "Alberi genealogici europei: Alberi genealogici per la storia degli Stati europei, Nuova serie"), Marburg, Germania: JA Stargardt

## Titoli dei volume
Nomi di volume attuali dell'Europäische Stammtafeln - Neue Folge (traducibile in "Alberi genealogici europei - nuova serie"):
- 1/1: Die fränkischen Könige e Die Könige und Kaiser, Stammesherzoge und Kurfürsten, Markgrafen und Herzoge des Heiligen Römischen Reiches Deutscher Nation (traduzione: I re franchi e i re e gli imperatori, i duchi originari e gli elettori, i margravi e i duchi del Sacro Romano Impero della Nazione Germanica).
- 1/2: Przemysliden, Askanier, Herzoge von Lothringen, die Häuser Hessen, Württemberg und Zähringen = Přemyslidi, Ascanidi, Duchi di Lorena, Casato d'Assia, Württemberg, e Zähringen.
- 1/3: Die Häuser Oldenburg, Mecklenburg, Schwarzburg, Waldeck, Lippe und Reuß = Le case di Oldenburg, Mecklenburg, Schwarzburg, Waldeck, Lippe e Reuss.
- 3/3: Andere große europäische Familien. Illegitime Nachkommen spanischer und portugiesischer Königshäuser = Altre grandi famiglie europee. Discendenti illegittimi di case reali spagnole e portoghesi.
- 3/4: Das feudale Frankreich und sein Einfluß auf die Welt des Mittelalters = Francia feudale e la sua influenza sul mondo del Medioevo.
- 3/5: Seitenverwandte der Rurikiden = Rami collaterali dei Rurikidi.
- 5: Standesherrliche Häuser II = Case mediate II.
- 9: Familien des Früh- und Hochkapitalismus = Famiglie del primo e alto capitalismo.
- 10: Pairs de France und ihre Familien = Pari di Francia e loro famiglie.
- 11: Familien vom Mittel- und Oberrhein und aus Burgund = Famiglie del Medio e Alto Reno e della Borgogna.
- 12: Familien des alten Herzogtums Schwaben = Famiglie dell'antico ducato di Svevia.
- 13: Les familles féodales de France I = Le famiglie della Francia feudale I
- 14: Les familles féodales de France II = Le famiglie della Francia feudale II
- 15: La Bourgogne au Moyen Age = Borgogna nel Medioevo
- 16: Bayern und Franken = Baviera e Franconia
- 17: Hessen und das Stammesherzogtum Sachsen = Assia e il ducato originario di Sassonia.
- 18: Zwischen Maas und Rhein 1 = Tra la Mosa e il Reno 1.
Nota: la Mosa è un grande fiume europeo, che sorge in Francia e scorre attraverso il Belgio e i Paesi Bassi prima di defluire nel Mare del Nord. Il Reno si estende dal cantone svizzero dei Grigioni nelle Alpi svizzere sud-orientali attraverso la Germania e sfocia infine nella costa del Mare del Nord nei Paesi Bassi.
- 19: Zwischen Weser und Oder = Tra il Weser e l'Oder.
Nota: il Weser si forma a Hannoversch Münden dalla confluenza dei fiumi Fulda e Werra che scorrono attraverso la Bassa Sassonia, per poi raggiungere Brema prima di sfociare 50 km più a nord a Bremerhaven nel Mare del Nord. L'Oder sorge nella Repubblica Ceca e scorre (generalmente verso nord e nord-ovest) attraverso la Polonia occidentale, formando successivamente 187 chilometri del confine tra Polonia e Germania, parte della linea Oder-Neisse. Il fiume alla fine sfocia nella Laguna di Stettino a nord di Stettino e quindi in tre rami (il Dziwna, Świna e Peene) che sfociano nella Baia di Pomerania del Mar Baltico.
- 20: Brandenburg und Preußen 1 = Brandenburgo e Prussia 1.
- 21: Brandenburg und Preußen 2 = Brandenburgo e Prussia 2.
- 22: Rund um die Ostsee 1 = Intorno al Mar Baltico 1.
- 23: Rund um die Ostsee 2 = Intorno al Mar Baltico 2.
- 24: Rund um die Ostsee 3 = Intorno al Mar Baltico 3.
- 25: Rund um die Ostsee 4 = Intorno al Mar Baltico 4.
- 26: Zwischen Maas und Rhein 2 = Tra la Mosa e il Reno 2 (zone fluviali).
- 27: Zwischen Maas und Rhein 3 = Tra la Mosa e il Reno 3 (zone fluviali).
- 28: Zwischen Maas und Rhein 4 = Tra la Mosa e il Reno 4 (zone fluviali).
- 29: Zwischen Maas und Rhein 5 = Tra la Mosa e il Reno 5 (zone fluviali).